# Heping (Taichung)
Heping (chinesisch 和平區 / 和平区, Pinyin Hépíng Qū) ist der flächenmäßig größte und am dünnsten besiedelte Bezirk (區,  Qū) der Stadt Taichung auf Taiwan, Republik China. 
Bis 2010 war Heping eine Landgemeinde (鄉,  Xiāng) im Landkreis Taichung, der am 25. Dezember 2010 vollständig in die Stadt Taichung eingegliedert wurde.

## Lage
Der über 1000 km² große Bezirk nimmt die gesamte Osthälfte des ehemaligen Landkreises Taichung ein. Er erstreckt sich im zentralen Bergland Taiwans entlang des Oberlaufs des Flusses Dajia (大甲溪), der in Heping zum 454 ha großen Deji-Stausee (德基水庫) aufgestaut ist. Seit ein Teilstück der entlang des Dajia führenden Straße bei einem Erdbeben 1999 zerstört wurde, gibt es keine direkte Verkehrsverbindung mehr vom östlichen Teil des Bezirks zum westlichen Teil und zum Zentrum Taichungs.
Im Tal des Dajia und den umliegenden Bergen erstreckt sich das „Landschaftsgebiet Lishan“ (梨山風景區, Lishan Scenic Area). Ein touristischer Anziehungspunkt sind die Thermalquellen von Guguan (谷關溫泉). Der nördliche Teil des Bezirks (305,7 km2) mit dem 3.886 m hohen Xueshan (雪山), dem zweithöchsten Berg Taiwans, gehört zum Shei-Pa-Nationalpark. Ein östlicher Teil von Heping (95,0 km2) ist Teil des Taroko-Nationalparks.

## Bevölkerung
Nach der offiziellen Statistik waren im November 2017 von den damals etwa 11.000 Bewohnern 4268 Angehörige indigener Völker. Überwiegend handelte es sich um Atayal. Der Stadtbezirk zählt zu den „Ureinwohner-Regionen“, in denen diese Anspruch auf besondere kulturelle Förderung haben.